# دیوید مارشال گرانت
دیوید مارشال گرانت (انگلیسی: David Marshall Grant؛ زادهٔ ۲۱ ژوئن ۱۹۵۵) یک فیلم‌نامه‌نویس، تهیه‌کننده، بازیگر سینما، و هنرپیشه اهل ایالات متحده آمریکا است.

## گزیده فیلمشناسی
از فیلم‌ها یا برنامه‌های تلویزیونی که وی در آن نقش داشته‌است می‌توان به آثار زیر اشاره کرد.
- نقطه فروپاشی (۱۹۸۹)
- شهر بزرگ (۱۹۸۷)
- هواپیمایی آمریکا (۱۹۹۰)
- تجارت بی‌چون‌وچرا (۱۹۹۱)
- همیشه جوان (۱۹۹۲)
- سه آرزو (۱۹۹۵)
- اتاق گاز (۱۹۹۶)
- همسران استپفورد (۲۰۰۴)
- سی‌اس‌آی: میامی (۲۰۰۵)
- شیطان پرادا می‌پوشد (۲۰۰۶)